# Neil Fingleton
Neil Fingleton (Durham, Inglaterra, 18 de diciembre de 1980 – 25 de febrero de 2017) fue un baloncestista y actor inglés. Destacó por su asombrosa estatura de  2,33 m (7′ 8″). Falleció a los 36 años en su ciudad natal debido a una insuficiencia cardíaca.

## Baloncesto
Asistió a la Holy Name Central Catholic High School de Worcester, Massachusetts, donde jugó para los Naps. En 2000 participó del Nike Hoop Summit como parte del combinado internacional que enfrentó al seleccionado juvenil estadounidense. Luego de ello recibió una beca para jugar en los North Carolina Tar Heels, el equipo de baloncesto de la Universidad de Carolina del Norte en Chapel Hill que participa de los torneos de la División I de la NCAA. Sin embargo sólo actuó en un partido durante su temporada como freshman.
En 2002 se transfirió al College of the Holy Cross de Worcester, Massachusetts, uniéndose a los Holy Cross Crusaders, con el que compitió durante dos años. 
Su debut como profesional se produjo durante la temporada 2004-05 de la ABA como miembro del Boston Frenzy. Al culminar la misma, se presentó al draft de la NBA D-League, siendo seleccionado por los Austin Toros. Sin llegar a debutar en ese equipo, se desvinculó de la franquicia y -luego de ser sondeado por el club griego AS Apollon Patras en el verano de 2005- regresó a su país natal como ficha de los Teesside Mohawks, un equipo de la segunda división del baloncesto profesional británico.
En 2006 se instaló en España, realizando experiencias con el CB Illescas y el CB Ciudad Real. En 2007, debido a una lesión, decidió dejar la práctica profesional del baloncesto y convertirse en actor. 

### Clubes
| Club             | País           | Año         |
| ---------------- | -------------- | ----------- |
| Boston Frenzy    | Estados Unidos | 2004        |
| Teesside Mohawks | Inglaterra     | 2005 - 2006 |
| CB Illescas      | España         | 2006        |
| CB Ciudad Real   | España         | 2006 - 2007 |

## Actuación
Fingleton apareció en los documentales televisivos Britain's Tallest Men and Superhuman: Giants en 2007 mostrando cómo era su vida cotidiana y relatando las dificultades a las que se enfrentaba a causa de su altura.
En 2011 interpretó el papel de un guardaespaldas ruso en la película X-Men: primera generación. Dos años después aparecería en 47 Ronin encarnando a un samurái. 
Su rol más importante fue el de Mag el Poderoso en la teleserie Juego de tronos. También hizo de villano alienígena en dos episodios de Doctor Who y en la película El destino de Júpiter, además de darle movimiento a la versión de CGI del personaje Ultron en Avengers: Age of Ultron.

### Filmografía
| Año       | Título                    | Personaje       |
| --------- | ------------------------- | --------------- |
| 2011      | X-Men: primera generación | Guardaespaldas  |
| 2013      | 47 Ronin                  | Samurái         |
| 2014-2017 | Juego de tronos           | Mag el Poderoso |
| 2015      | El destino de Júpiter     | Sargom          |
| 2015      | Avengers: Age of Ultron   | Ultron          |
| 2015      | Doctor Who                | The Fisher King |